# Instytut Biologii Uniwersytetu Pomorskiego w Słupsku
Instytut Biologii Uniwersytetu Pomorskiego w Słupsku – jedna z 11 jednostek dydaktycznych Uniwersytetu Pomorskiego w Słupsku.

## Historia
Instytut Biologii i Nauk o Ziemi powstał w 2019 roku wskutek reorganizacji uczelni, w wyniku połączenia dwóch Instytutów: Instytutu Biologii i Ochrony Środowiska oraz Instytutu Geografii i Studiów Regionalnych.

## Kierunki kształcenia
Dostępne kierunki:

### Biologia
- Biologia medyczna (studia I i II stopnia)
- Biologia nauczycielska (studia I i II stopnia)
- Biologia z rozszerzonym językiem obcym (studia I stopnia)
- Ekspertyzy przyrodnicze i biomonitoring (studia II stopnia)
- Ziołolecznictwo (studia I stopnia)

### Geografia
- Geografia nauczycielska (studia I i II stopnia)
- Geoinformacja (studia I stopnia)
- Gospodarka i polityka samorządowa (studia I i II stopnia)
- Kształtowanie i zarządzanie środowiskiem przyrodniczym (studia I i II stopnia)
- Kształtowanie i zarządzanie środowiskiem przyrodniczym (50+) (studia I stopnia)
- Turystyka (studia II stopnia)

### Ochrona środowiska
- Biomonitoring i zrównoważony rozwój (studia I stopnia)
- Ekoenergetyka (studia I stopnia)
- Gospodarka komunalna i wodno-ściekowa (studia I stopnia)
- Przyrodnicze zarządzanie przestrzenią miejską (studia I stopnia)
- Ochrona środowiska w administracji publicznej (studia I stopnia)

## Poczet dyrektorów
1. dr hab. inż. Anna Jarosiewicz (2019–2024)
2. dr hab. Tomasz Hetmański (od 2024)

## Władze Instytutu
W kadencji 2024–2028:
| Stanowisko                       | Imię i nazwisko          |
| -------------------------------- | ------------------------ |
| Dyrektor                         | dr hab. Tomasz Hetmański |
| Zastępca Dyrektora ds. Naukowych | dr hab. Halyna Tkachenko |
| Zastępca Dyrektora ds. Dydaktyki | dr Brygida Radawiec      |

## Struktura organizacyjna
| Zakład                             | Kierownik                         |
| ---------------------------------- | --------------------------------- |
| Zakład Biologii Eksperymentalnej   | prof. dr hab. Zbigniew Mudryk     |
| Zakład Botaniki i Ochrony Przyrody | dr hab. Zbigniew Sobisz           |
| Zakład Fizjologii Zwierząt         | dr hab. Natalia Kurhaluk          |
| Zakład Zoologii                    | prof. dr hab. Oleg Aleksandrowicz |